# La Robe (photo)

La Robe (The Dress) est la photo d'une robe devenue virale sur Internet en 2015, lorsque les internautes se trouvèrent en désaccord quant aux couleurs des rayures de la robe, vues noires et bleues par les uns, blanches et dorées par les autres. Le phénomène révèle les différences dans la perception humaine des couleurs. Il a ensuite fait l'objet d'une enquête scientifique en neurosciences et dans le domaine de l'optique, dont un certain nombre d'articles ont été publiés dans des revues scientifiques.
La photo provient d'une photo couleur floue d'une robe publiée le 26 février 2015 sur Tumblr, une plateforme de microblogging. Au cours de la semaine suivante, plus de 10 millions de tweets ont mentionné la robe, en utilisant des hashtags tels que #thedress (litt. « #larobe »), #whiteandgold (litt. « #blancheetdorée ») et #blackandblue (litt. « #noireetbleue »). Bien que la robe réelle ait finalement été confirmée comme étant noire et bleue,, l'image a suscité de nombreuses discussions d'utilisateurs débattant de leurs opinions sur les couleurs de la robe et sur la façon dont ils les percevaient sur la photo. Les membres de la communauté scientifique ont commencé à enquêter sur la photo pour obtenir de nouvelles informations sur la vision humaine des couleurs.
La robe elle-même, commercialisée par le détaillant Roman Originals, a connu un fort engouement à la suite de ces interrogations et a alors bénéficié d'une hausse importante de ses ventes.

## Explications scientifiques
- bleue et noire sous un éclairage teinté de jaune (figure de gauche) ;
- blanche et dorée sous un éclairage teinté de bleu (figure de droite).

Deux façons dont la photographie de la robe peut être perçue :

Il n'existe pas de consensus sur la raison pour laquelle la robe suscite de telles perceptions discordantes. Les neuroscientifiques Bevil Conway (en) et Jay Neitz (en) pensent que cela résulte de la manière dont le cerveau humain perçoit les couleurs et l'adaptation chromatique (en). Conway pense que cela est lié à la manière dont le cerveau traite les différentes teintes d'un ciel en lumière du jour : « Votre système visuel regarde cette chose, et vous essayez de réduire le biais chromatique de l'axe de la lumière du jour... les gens réduisent soit le côté bleu, auquel cas ils finissent par voir blanc et doré, soit le côté doré, auquel cas ils finissent par voir bleu et noir. », Neitz a déclaré : « Notre système visuel est censé éliminer les informations sur l'éclairage et extraire des informations sur la réflectance réelle... mais j'étudie les différences individuelles dans la vision des couleurs depuis 30 ans, et c'est l'une des plus grandes différences individuelles que j'ai jamais observées. »
Des théories similaires ont été exposées par Paul Knox de l'Université de Liverpool, qui a déclaré que ce que le cerveau interprète comme de la couleur peut être influencé par l'appareil sur lequel la photographie est visionnée, ou par les attentes du spectateur. Anya Hurlbert (en) et ses collaborateurs ont également envisagé le problème du point de vue de la perception des couleurs. Ils ont attribué les différences de perception à la perception individuelle de la constance de couleur,.
Le neuroscientifique et psychologue Pascal Wallisch affirme que, bien que les stimuli intrinsèquement ambigus soient connus de la science de la vision (en) depuis de nombreuses années, c'est le premier stimulus de ce genre dans le domaine des couleurs qui a été porté à l'attention de la science par les médias sociaux. Il attribue les perceptions différentes à des différences dans l'éclairage et les propriétés des tissus, mais note également que le stimulus est très inhabituel en ce sens que la perception de la plupart des gens ne change pas. Si cela se produit, cela se produit seulement à très long terme, ce qui est très inhabituel pour les stimuli bistables, donc l'apprentissage perceptuel pourrait être en jeu,. De plus, il affirme que les discussions sur ce stimulus ne sont pas frivoles, car le stimulus intéresse à la fois la science et est un cas paradigmatique de la manière dont différentes personnes peuvent voir sincèrement le monde différemment,,. Daniel Hardiman-McCartney du College of Optometrists (en) a déclaré que l'image était ambiguë, suggérant que l'illusion était causée par une forte lumière jaune projetée sur la robe, et la perception humaine des couleurs de la robe et de la source lumineuse en les comparant à d'autres couleurs et objets dans l'image. Le philosophe Barry C. Smith (en) a comparé le phénomène avec Ludwig Wittgenstein et l'illusion du lapin-canard, bien que l'illusion du lapin-canard soit une image ambiguë où, pour la plupart des gens, les perceptions alternatives changent très facilement.
Le Journal of Vision (en), une revue scientifique sur la recherche en vision, a annoncé en mars 2015 qu'un numéro spécial sur la robe serait publié sous le titre A Dress Rehearsal for Vision Science (litt.« une répétition générale pour la science de la vision »),. La première grande étude scientifique sur la robe a été publiée dans Current Biology trois mois après que l'image soit devenue virale. L'étude, qui a impliqué 1 400 répondants, a révélé que 57 % voyaient la robe comme bleue et noire, 30 % la voyaient comme blanche et dorée, 11 % la voyaient comme bleue et brune, et 2 % la voyaient comme « autre ». Les femmes et les personnes plus âgées voyaient de manière disproportionnée la robe comme blanche et dorée. Les chercheurs ont également constaté que si la robe était montrée sous un éclairage artificiel jaune, presque tous les répondants voyaient la robe comme noire et bleue, tandis qu'ils la voyaient comme blanche et dorée si l'éclairage simulé avait un biais bleu,,,. Une autre étude publiée dans le Journal of Vision, menée par Pascal Wallisch, a révélé que les personnes qui se levaient tôt étaient plus susceptibles de penser que la robe était éclairée par la lumière naturelle, la percevant comme blanche et dorée, et que les « oiseaux de nuit » voyaient la robe comme bleue et noire,.
Une étude menée par Schlaffke et al. a rapporté que les individus qui voyaient la robe comme blanche et dorée montraient une activité accrue dans les régions frontales et pariétales du cerveau. On pense que ces zones sont cruciales dans les activités de cognition supérieure telles que la modulation de haut en bas dans la perception visuelle,.